# Solomiac
Solomiac (Solomiac en gascon) est une commune française située dans l'est du département du Gers, en région Occitanie. Sur le plan historique et culturel, la commune est dans la Lomagne, une ancienne circonscription de la province de Gascogne ayant titre de vicomté, surnommée « Toscane française ».
Exposée à un climat océanique altéré, elle est drainée par la Gimone, l'Arrats et par divers autres petits cours d'eau. La commune possède un patrimoine naturel remarquable composé de trois zones naturelles d'intérêt écologique, faunistique et floristique.
Solomiac est une commune rurale qui compte 499 habitants en 2022.  Ses habitants sont appelés les Solomiacais ou  Solomiacaises.
Le patrimoine architectural de la commune comprend deux  immeubles protégés au titre des monuments historiques : la halle, inscrite en 1973, et le « pigeonnier de Camusat », inscrit en 1973.

## Géographie

### Localisation
Solomiac est une commune de Lomagne située dans vallée de la Gimone à 7 km à l'est de Monfort et 9 km au nord de Mauvezin sur le D 151. C'est une commune limitrophe du département de Tarn-et-Garonne.

### Communes limitrophes
Les communes limitrophes sont  Avensac, Estramiac, Homps, Labrihe, Maubec, Monfort et Sarrant.
| Estramiac | Avensac  |                          |
| Homps     | Solomiac | Maubec (Tarn-et-Garonne) |
| Monfort   | Labrihe  | Sarrant                  |

### Géologie et relief
Solomiac se situe en zone de sismicité 1 (sismicité très faible).

### Hydrographie

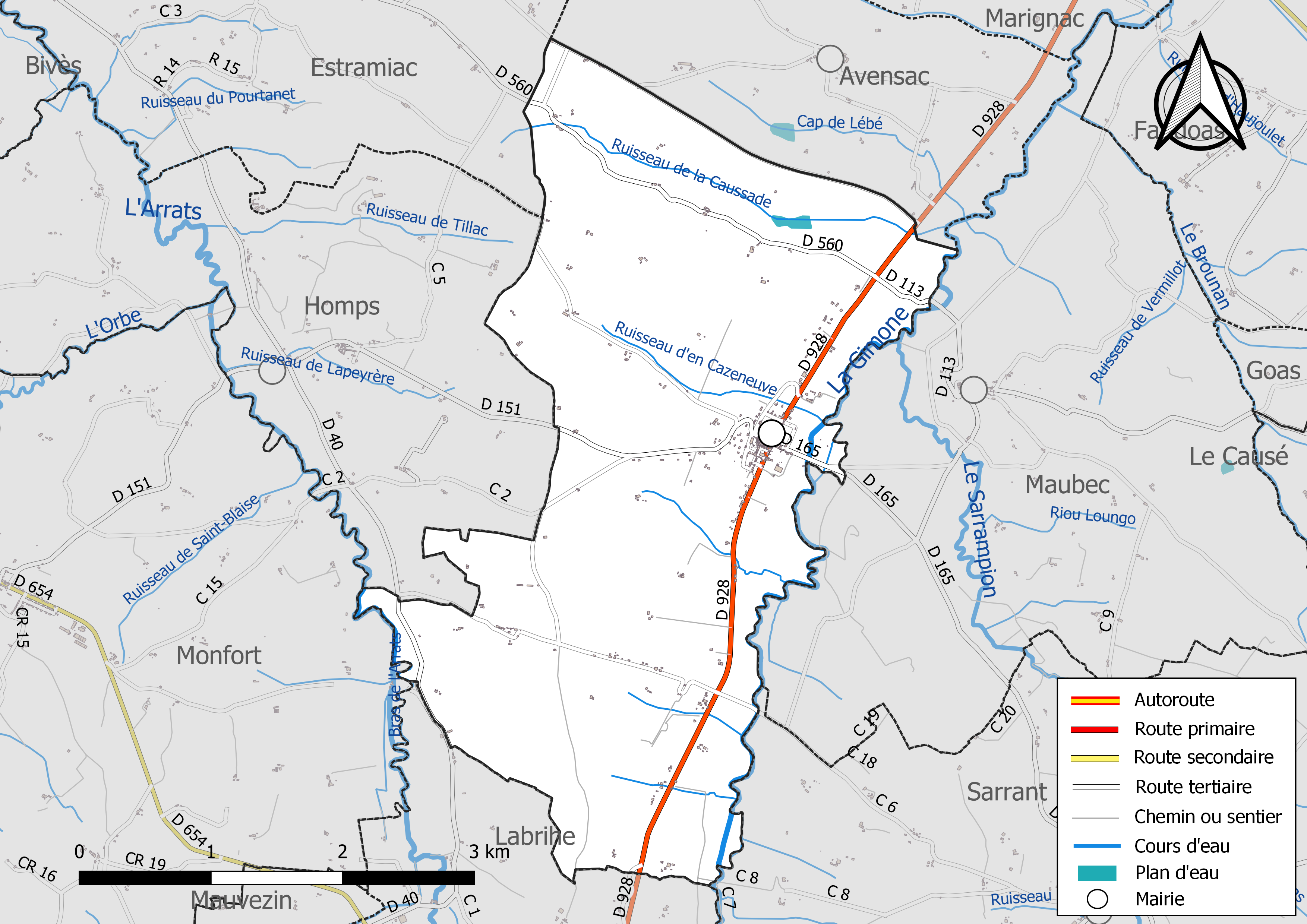
Réseaux hydrographique et routier de Solomiac.

La commune est dans le bassin de la Garonne, au sein du bassin hydrographique Adour-Garonne. Elle est drainée par la Gimone, l'Arrats, un bras de la Gimone, un bras de la Gimone, un bras de la Gimone, un bras de l'Arrats, le ruisseau de la Caussade, le ruisseau d'en Cazeneuve, et par divers petits cours d'eau, qui constituent un réseau hydrographique de 12 km de longueur totale,.
La Gimone, d'une longueur totale de 135,7 km, prend sa source dans la commune de Saint-Loup-en-Comminges et s'écoule du sud-ouest vers le nord-est. Elle traverse la commune et se jette dans la Garonne à Castelferrus, après avoir traversé 54 communes.
L'Arrats, d'une longueur totale de 162,1 km, prend sa source dans la commune de Lannemezan et s'écoule vers le nord. Il traverse la commune et se jette dans la Garonne à Saint-Loup, après avoir traversé 66 communes.

### Climat
Pour des articles plus généraux, voir Climat de l'Occitanie et Climat du Gers.
En 2010, le climat de la commune est de type climat du Bassin du Sud-Ouest, selon une étude s'appuyant sur une série de données couvrant la période 1971-2000. En 2020, Météo-France publie une typologie des climats de la France métropolitaine dans laquelle la commune est exposée à un climat océanique altéré et est dans la région climatique Aquitaine, Gascogne, caractérisée par une pluviométrie abondante au printemps, modérée en automne, un faible ensoleillement au printemps, un été chaud (19,5 °C), des vents faibles, des brouillards fréquents en automne et en hiver et des orages fréquents en été (15 à 20 jours).
Pour la période 1971-2000, la température annuelle moyenne est de 13,1 °C, avec une amplitude thermique annuelle de 15,5 °C. Le cumul annuel moyen de précipitations est de 752 mm, avec 9,9 jours de précipitations en janvier et 5,8 jours en juillet. Pour la période 1991-2020, la température moyenne annuelle observée sur la station météorologique la plus proche, située sur la commune de Sainte-Anne à 9 km à vol d'oiseau, est de 13,6 °C et le cumul annuel moyen de précipitations est de 676,2 mm,. Pour l'avenir, les paramètres climatiques de la commune estimés pour 2050 selon différents scénarios d'émission de gaz à effet de serre sont consultables sur un site dédié publié par Météo-France en novembre 2022.

### Milieux naturels et biodiversité
L’inventaire des zones naturelles d'intérêt écologique, faunistique et floristique (ZNIEFF) a pour objectif de réaliser une couverture des zones les plus intéressantes sur le plan écologique, essentiellement dans la perspective d’améliorer la connaissance du patrimoine naturel national et de fournir aux différents décideurs un outil d’aide à la prise en compte de l’environnement dans l’aménagement du territoire.
Une ZNIEFF de type 1 est recensée sur la commune :
les « coteaux de l'Arrats en amont et aval de Homps » (186 ha), couvrant 3 communes du département et deux ZNIEFF de type 2, : 
- le « cours de la Gimone et de la Marcaoue » (3 085 ha), couvrant 60 communes dont cinq dans la Haute-Garonne, 37 dans le Gers, une dans les Hautes-Pyrénées et 17 dans le Tarn-et-Garonne[15] ;
- le « cours de l'Arrats » (815 ha), couvrant 30 communes dont 22 dans le Gers et huit dans le Tarn-et-Garonne[16].

Carte des ZNIEFF de type 1 et 2 à Solomiac.
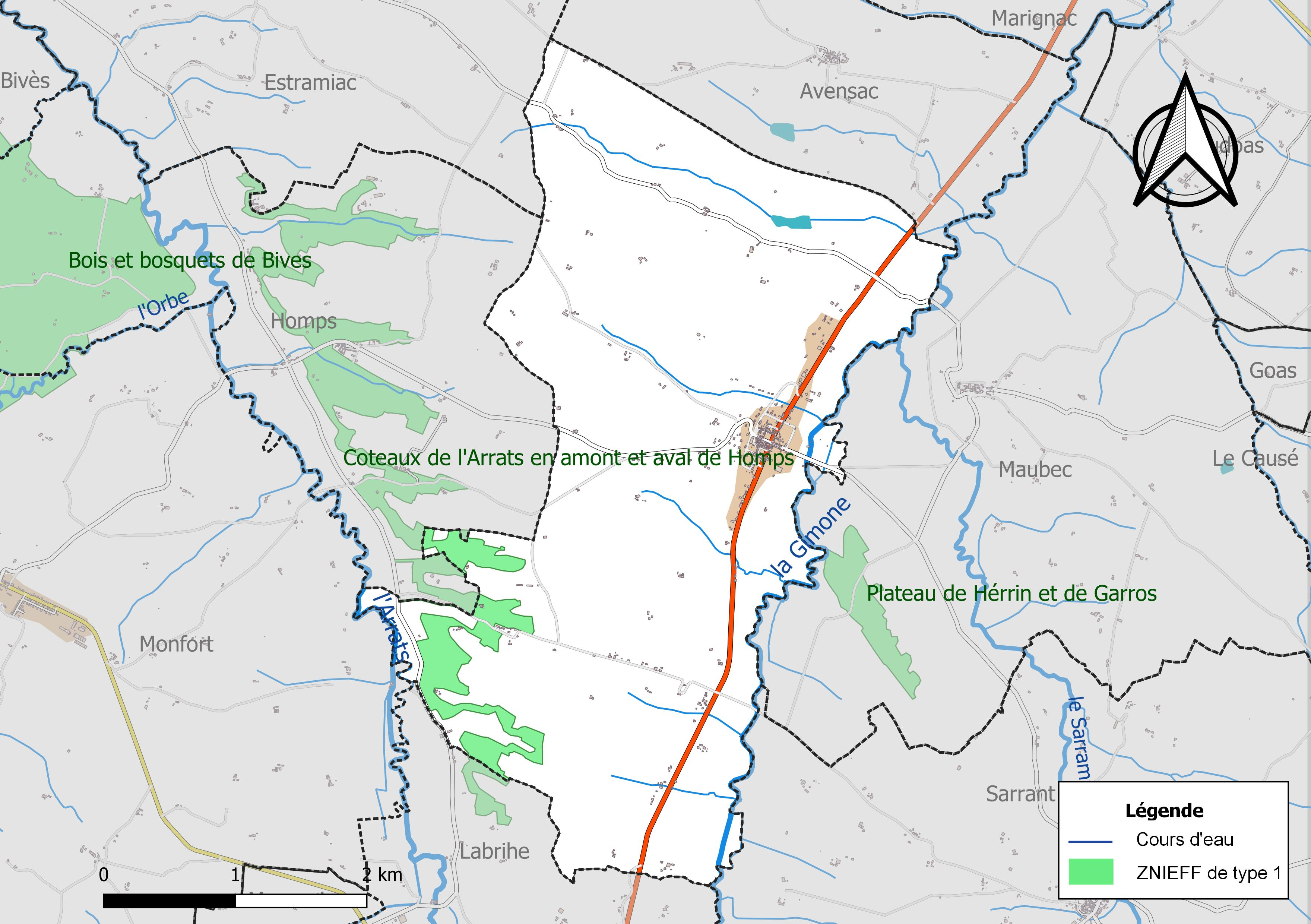
Carte de la ZNIEFF de type 1 sur la commune.
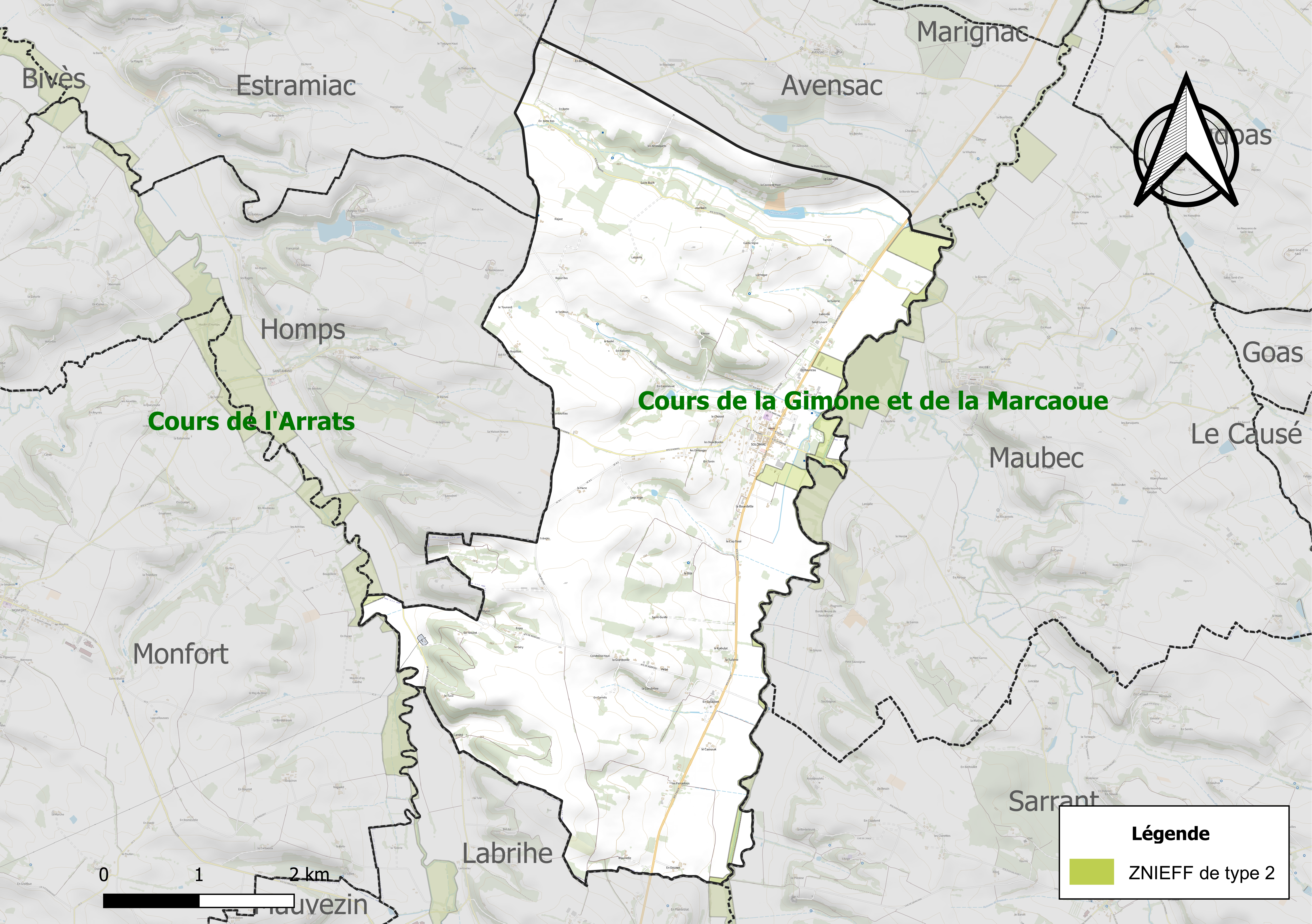
Carte des ZNIEFF de type 2 sur la commune.

## Urbanisme

### Typologie
Au 1er janvier 2024, Solomiac est catégorisée commune rurale à habitat dispersé, selon la nouvelle grille communale de densité à sept niveaux définie par l'Insee en 2022.
Elle est située hors unité urbaine et hors attraction des villes,.

### Occupation des sols
L'occupation des sols de la commune, telle qu'elle ressort de la base de données européenne d’occupation biophysique des sols Corine Land Cover (CLC), est marquée par l'importance des territoires agricoles (93,5 % en 2018), en diminution par rapport à 1990 (94,8 %). La répartition détaillée en 2018 est la suivante : 
terres arables (77,8 %), zones agricoles hétérogènes (14,7 %), forêts (3,7 %), zones urbanisées (2,8 %), prairies (1 %). L'évolution de l’occupation des sols de la commune et de ses infrastructures peut être observée sur les différentes représentations cartographiques du territoire : la carte de Cassini (XVIIIe siècle), la carte d'état-major (1820-1866) et les cartes ou photos aériennes de l'IGN pour la période actuelle (1950 à aujourd'hui).

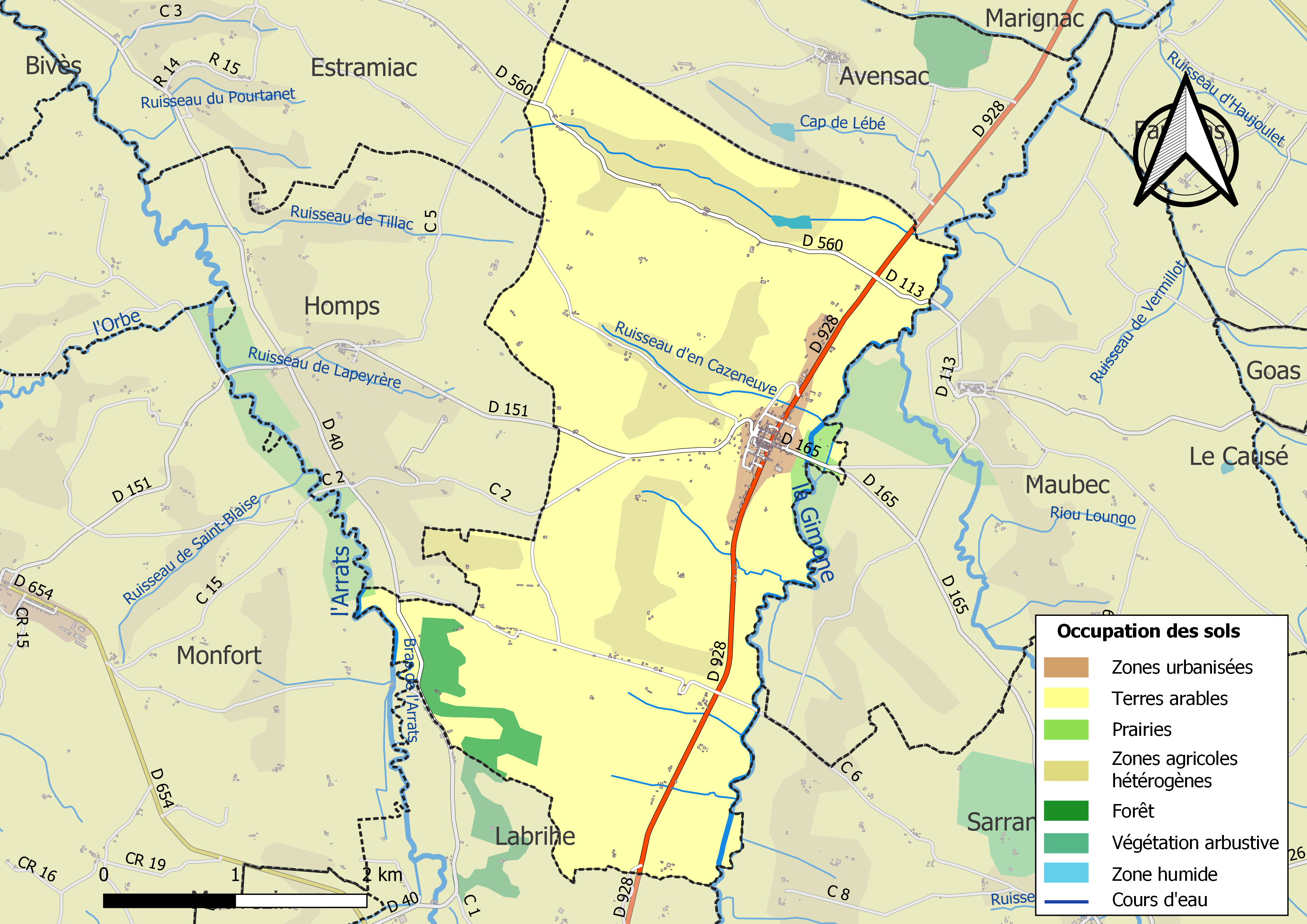
Carte des infrastructures et de l'occupation des sols de la commune en 2018 (CLC).

### Risques majeurs
Le territoire de la commune de Solomiac est vulnérable à différents aléas naturels : météorologiques (tempête, orage, neige, grand froid, canicule ou sécheresse), inondations et séisme (sismicité très faible). Il est également exposé à un risque technologique, la rupture d'un barrage. Un site publié par le BRGM permet d'évaluer simplement et rapidement les risques d'un bien localisé soit par son adresse soit par le numéro de sa parcelle.

#### Risques naturels
Certaines parties du territoire communal sont susceptibles d’être affectées par le risque d’inondation par débordement de cours d'eau, notamment l'Arrats et la Gimone. La cartographie des zones inondables en ex-Midi-Pyrénées réalisée dans le cadre du XIe Contrat de plan État-région, visant à informer les citoyens et les décideurs sur le risque d’inondation, est accessible sur le site de la DREAL Occitanie. La commune a été reconnue en état de catastrophe naturelle au titre des dommages causés par les inondations et coulées de boue survenues en 1999, 2009 et 2018,.

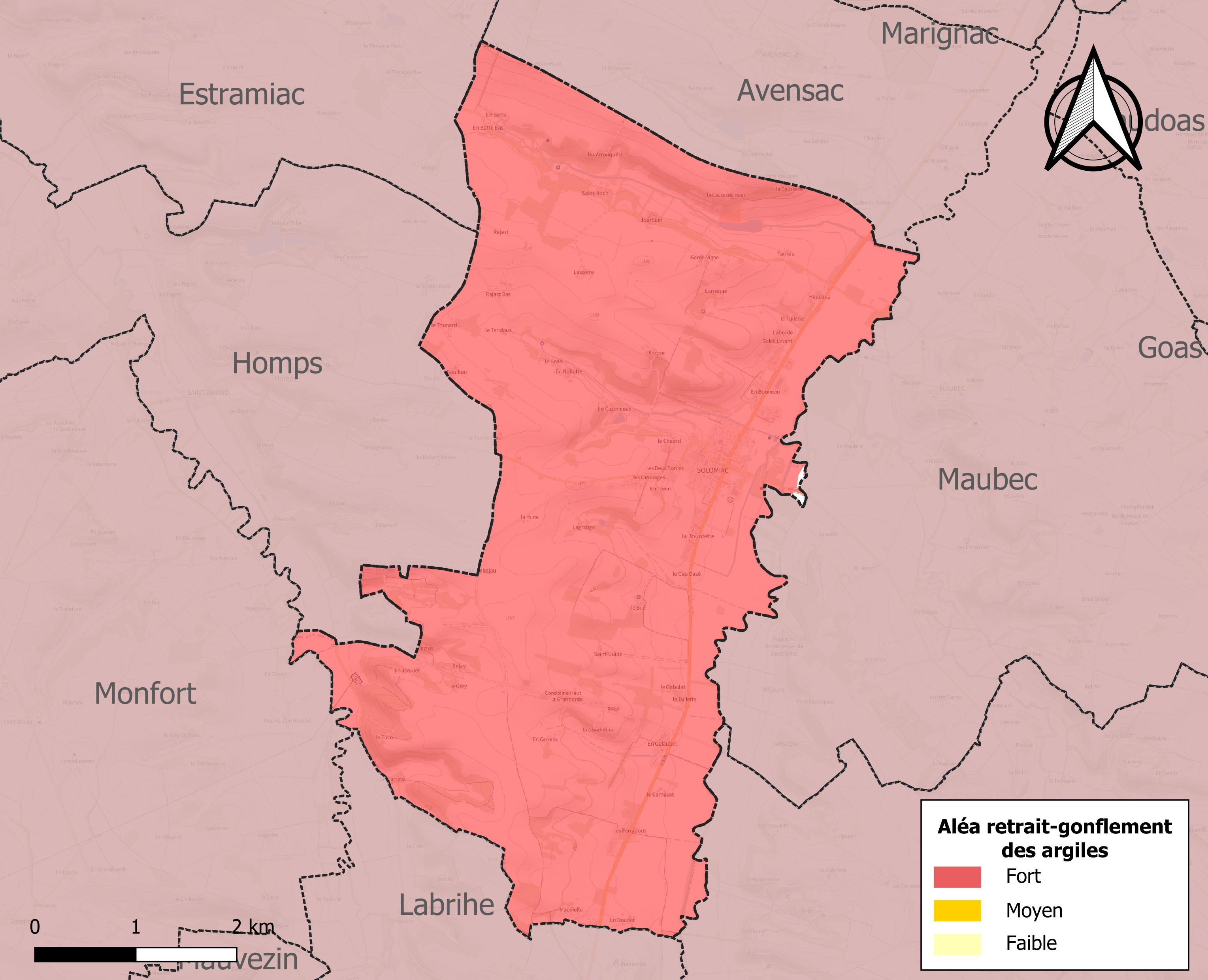
Carte des zones d'aléa retrait-gonflement des sols argileux de Solomiac.

Le retrait-gonflement des sols argileux est susceptible d'engendrer des dommages importants aux bâtiments en cas d’alternance de périodes de sécheresse et de pluie. 99,9 % de la superficie communale est en aléa moyen ou fort (94,5 % au niveau départemental et 48,5 % au niveau national). Sur les 272 bâtiments dénombrés sur la commune en 2019, 272 sont en aléa moyen ou fort, soit 100 %, à comparer aux 93 % au niveau départemental et 54 % au niveau national. Une cartographie de l'exposition du territoire national au retrait gonflement des sols argileux est disponible sur le site du BRGM,.
Par ailleurs, afin de mieux appréhender le risque d’affaissement de terrain, l'inventaire national des cavités souterraines permet de localiser celles situées sur la commune.
Concernant les mouvements de terrains, la commune a été reconnue en état de catastrophe naturelle au titre des dommages causés par la sécheresse en 1989, 1991, 1993, 2003, 2011 et 2016 et par des mouvements de terrain en 1999.

#### Risques technologiques
La commune est en outre située en aval du barrage de la Gimone, un ouvrage de classe A disposant d'une retenue de 25 millions de mètres cubes. La fiche réflexe du PPI définit le temps d'arrivée de l'onde et la zone d'accueil selon la position des habitants concernés par rapport à la Gimone (rive droite ou gauche),. À ce titre elle est susceptible d’être touchée par l’onde de submersion consécutive à la rupture de cet ouvrage,.

## Histoire
Solomiac est une bastide tardive de la fin du XIIIe siècle. Elle fut fondée semble-t-il par l'abbaye de Planselve et Beraud de Solomiac, succédant peut-être au sénéchal Jean de Trie qui aurait lancé l'initiative. Cependant, Eustache de Beaumarchais,semble être directement impliqué dans la création de cette bastide pour le compte du roi en 1322.
Elle est établie en bordure de la Gimone, dans la plaine. Son plan est organisé sur deux axes perpendiculaires. Il s'inspire de celui de la bastide voisine de Cologne. Mais, il est, en fait, commun à presque toutes les bastides des vallées de l'Arrats, de la Save et de la Gimone.

## Politique et administration

### Liste des maires
| Période                                  | Période  | Identité        | Étiquette | Qualité                                                           |
| ---------------------------------------- | -------- | --------------- | --------- | ----------------------------------------------------------------- |
| avant 1988                               | ?        | Pierre Marsolan | PS        |                                                                   |
| mars 2001                                | En cours | Guy Mantovani   | DVD       | Retraité Fonction publique Président de la Communauté de Communes |
| Les données manquantes sont à compléter. |          |                 |           |                                                                   |

## Population et société

### Démographie
| 1793 | 1800 | 1806 | 1821 | 1831 | 1841 | 1846 | 1851 | 1856 |
| ---- | ---- | ---- | ---- | ---- | ---- | ---- | ---- | ---- |
| 749  | 757  | 762  | 761  | 789  | 784  | 856  | 846  | 860  |

| 1861 | 1866 | 1872 | 1876 | 1881 | 1886 | 1891 | 1896 | 1901 |
| ---- | ---- | ---- | ---- | ---- | ---- | ---- | ---- | ---- |
| 799  | 736  | 792  | 804  | 779  | 747  | 703  | 654  | 640  |

| 1906 | 1911 | 1921 | 1926 | 1931 | 1936 | 1946 | 1954 | 1962 |
| ---- | ---- | ---- | ---- | ---- | ---- | ---- | ---- | ---- |
| 630  | 619  | 562  | 541  | 561  | 565  | 546  | 503  | 519  |

| 1968 | 1975 | 1982 | 1990 | 1999 | 2006 | 2011 | 2016 | 2021 |
| ---- | ---- | ---- | ---- | ---- | ---- | ---- | ---- | ---- |
| 505  | 446  | 391  | 363  | 364  | 414  | 483  | 478  | 493  |

| 2022 | - | - | - | - | - | - | - | - |
| ---- | - | - | - | - | - | - | - | - |
| 499  | - | - | - | - | - | - | - | - |

## Économie

### Revenus
En 2018  (données Insee publiées en septembre 2021), la commune compte 218 ménages fiscaux, regroupant 464 personnes. La médiane du revenu disponible par unité de consommation est de 19 870 € (20 820 € dans le département).

### Emploi
|                | 2008   | 2013   | 2018  |
| -------------- | ------ | ------ | ----- |
| Commune        | 12,1 % | 11,7 % | 5,3 % |
| Département    | 6,1 %  | 7,5 %  | 8,2 % |
| France entière | 8,3 %  | 10 %   | 10 %  |

En 2018, la population âgée de 15 à 64 ans s'élève à 283 personnes, parmi lesquelles on compte 77,6 % d'actifs (72,3 % ayant un emploi et 5,3 % de chômeurs) et 22,4 % d'inactifs,. En  2018, le taux de chômage communal (au sens du recensement) des 15-64 ans est inférieur à celui de la France et du département, alors qu'en 2008 la situation était inverse.
La commune est hors attraction des villes,. Elle compte 73 emplois en 2018, contre 73 en 2013 et 70 en 2008. Le nombre d'actifs ayant un emploi résidant dans la commune est de 207, soit un indicateur de concentration d'emploi de 35,2 % et un taux d'activité parmi les 15 ans ou plus de 57,3 %.
Sur ces 207 actifs de 15 ans ou plus ayant un emploi, 39 travaillent dans la commune, soit 19 % des habitants. Pour se rendre au travail, 91,3 % des habitants utilisent un véhicule personnel ou de fonction à quatre roues, 1,9 % les transports en commun, 2,9 % s'y rendent en deux-roues, à vélo ou à pied et 3,9 % n'ont pas besoin de transport (travail au domicile).

### Activités hors agriculture
36 établissements sont implantés  à Solomiac au 31 décembre 2019. Le tableau ci-dessous en détaille le nombre par secteur d'activité et compare les ratios avec ceux du département,.
| Secteur d'activité                                                                                        | Commune | Commune | Département |
| Secteur d'activité                                                                                        | Nombre  | %       | %           |
| --- | ------- | ------- | ----------- |
| Ensemble                                                                                                  | 36      |         |             |
| Industrie manufacturière, industries extractives et autres                                                | 6       | 16,7 %  | (12,3 %)    |
| Construction                                                                                              | 4       | 11,1 %  | (14,6 %)    |
| Commerce de gros et de détail, transports, hébergement et restauration                                    | 14      | 38,9 %  | (27,7 %)    |
| Activités immobilières                                                                                    | 1       | 2,8 %   | (5,2 %)     |
| Activités spécialisées, scientifiques et techniques et activités de services administratifs et de soutien | 1       | 2,8 %   | (14,4 %)    |
| Administration publique, enseignement, santé humaine et action sociale                                    | 7       | 19,4 %  | (12,3 %)    |
| Autres activités de services                                                                              | 3       | 8,3 %   | (8,3 %)     |

Le secteur du commerce de gros et de détail, des transports, de l'hébergement et de la restauration est prépondérant sur la commune puisqu'il représente 38,9 % du nombre total d'établissements de la commune (14 sur les 36 entreprises implantées  à Solomiac), contre 27,7 % au niveau départemental.

### Agriculture
La commune est dans la Lomagne, une petite région agricole occupant le nord-est du département du Gers. En 2020, l'orientation technico-économique de l'agriculture  sur la commune est la polyculture et/ou le polyélevage.
|               | 1988 | 2000 | 2010  | 2020  |
| ------------- | ---- | ---- | ----- | ----- |
| Exploitations | 18   | 12   | 14    | 12    |
| SAU (ha)      | 628  | 806  | 1 116 | 1 255 |

Le nombre d'exploitations agricoles en activité et ayant leur siège dans la commune est passé de 18 lors du recensement agricole de 1988  à 12 en 2000 puis à 14 en 2010 et enfin à 12 en 2020, soit une baisse de 33 % en 32 ans. Le même mouvement est observé à l'échelle du département qui a perdu pendant cette période 51 % de ses exploitations,. La surface agricole utilisée sur la commune a quant à elle augmenté, passant de 628 ha en 1988 à 1 255 ha en 2020. Parallèlement la surface agricole utilisée moyenne par exploitation a augmenté, passant de 35 à 105 ha.

## Culture locale et patrimoine

### Lieux et monuments
- Halle de Solomiac, halle du XIVe siècle inscrite au titre des monuments historiques depuis 1973[37]. à toiture en pavillon, montée sur de hauts piliers de pierre. Les couverts dont elle est entourée datent des XVe et XVIe siècles.
- Pigeonnier de Camusat, Pigeonnier inscrit au titre des monuments historiques depuis 1973[38].
- Monument aux morts.

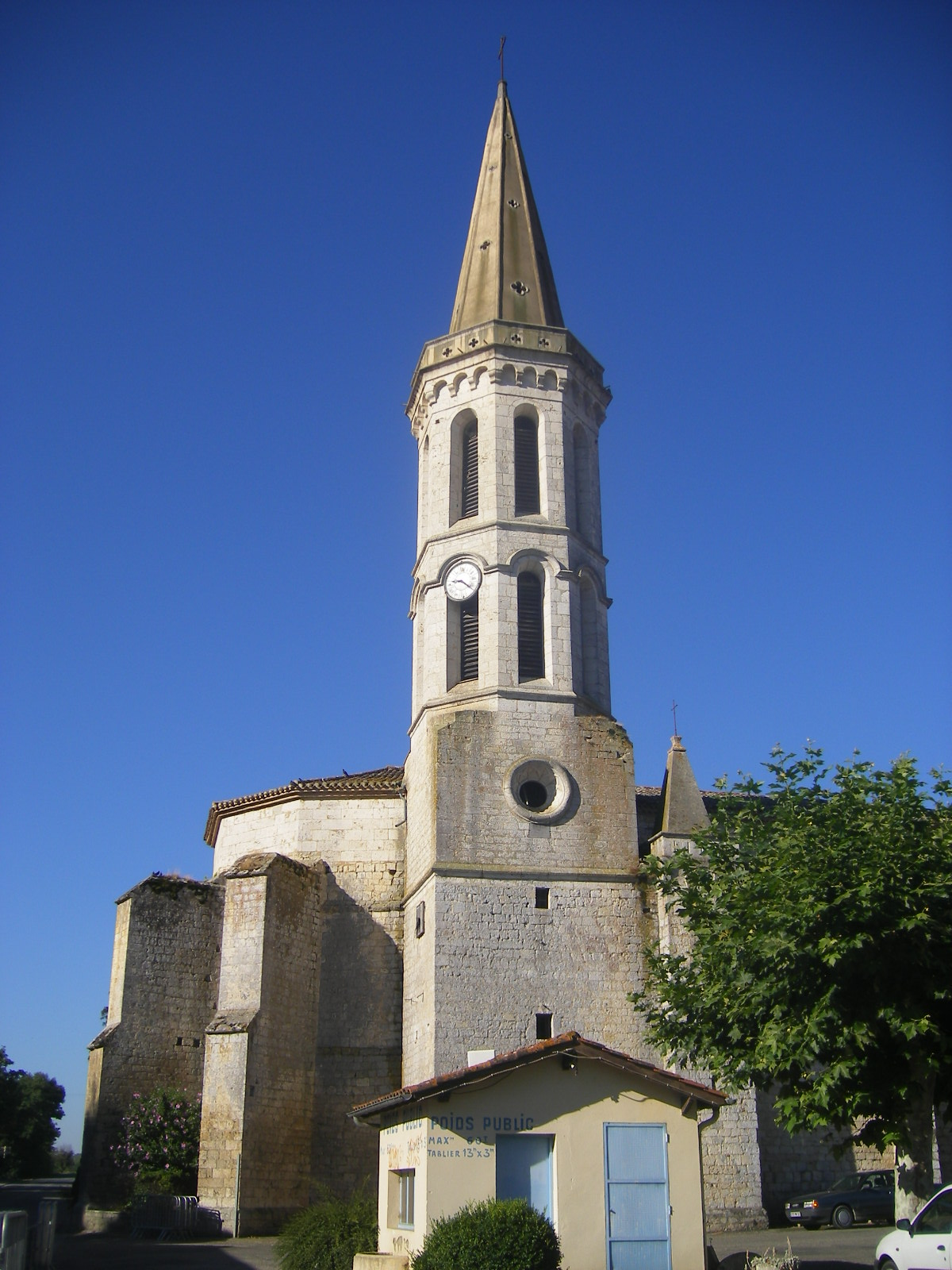
L'église Saint-Blaise de Fezensaguet-Lomagne.
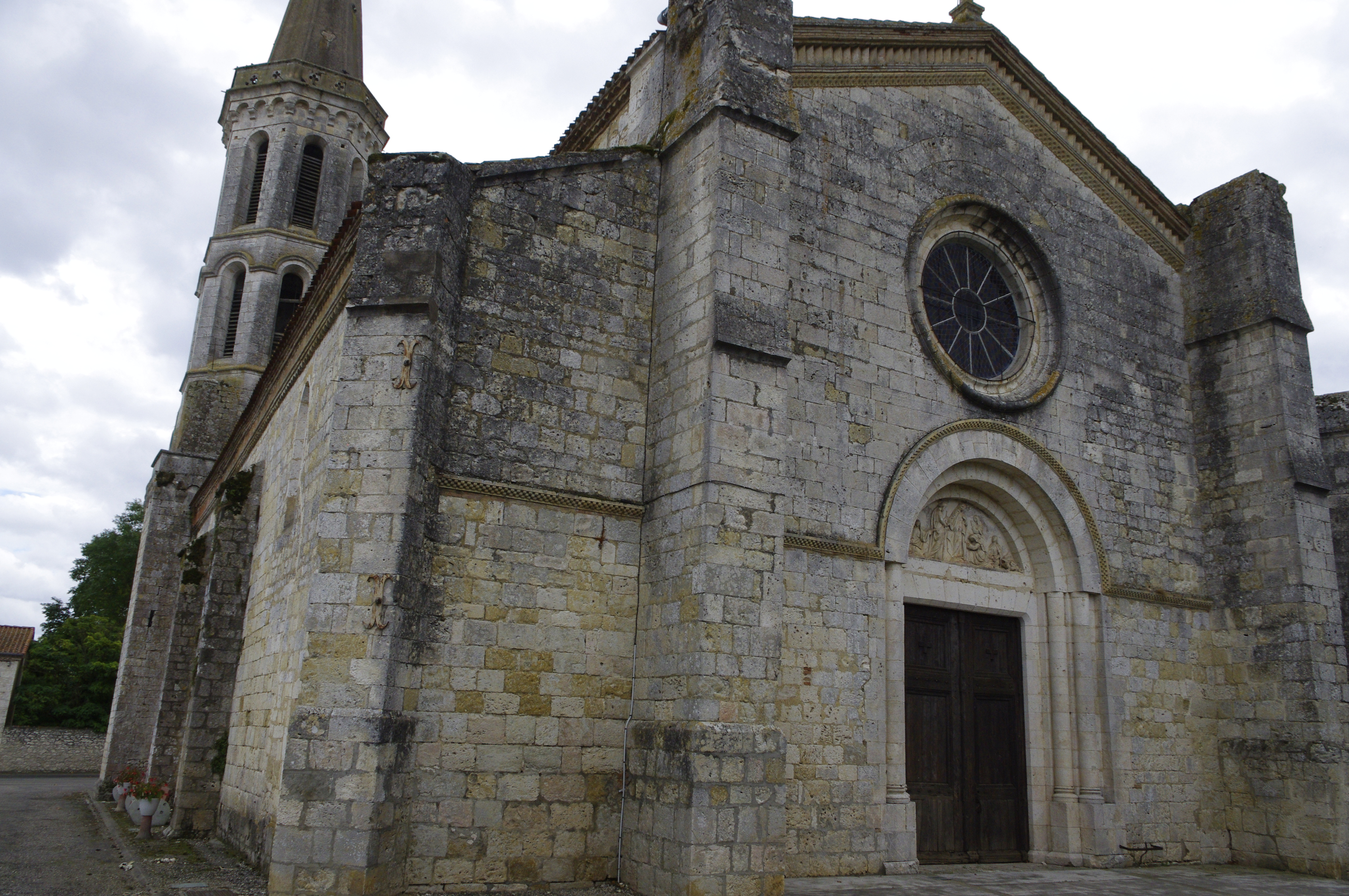
Église Notre-Dame-de-la-Nativité de Solomiac[39]  - L'église Saint-Blaise de Fezensaguet-Lomagne et le poids public.
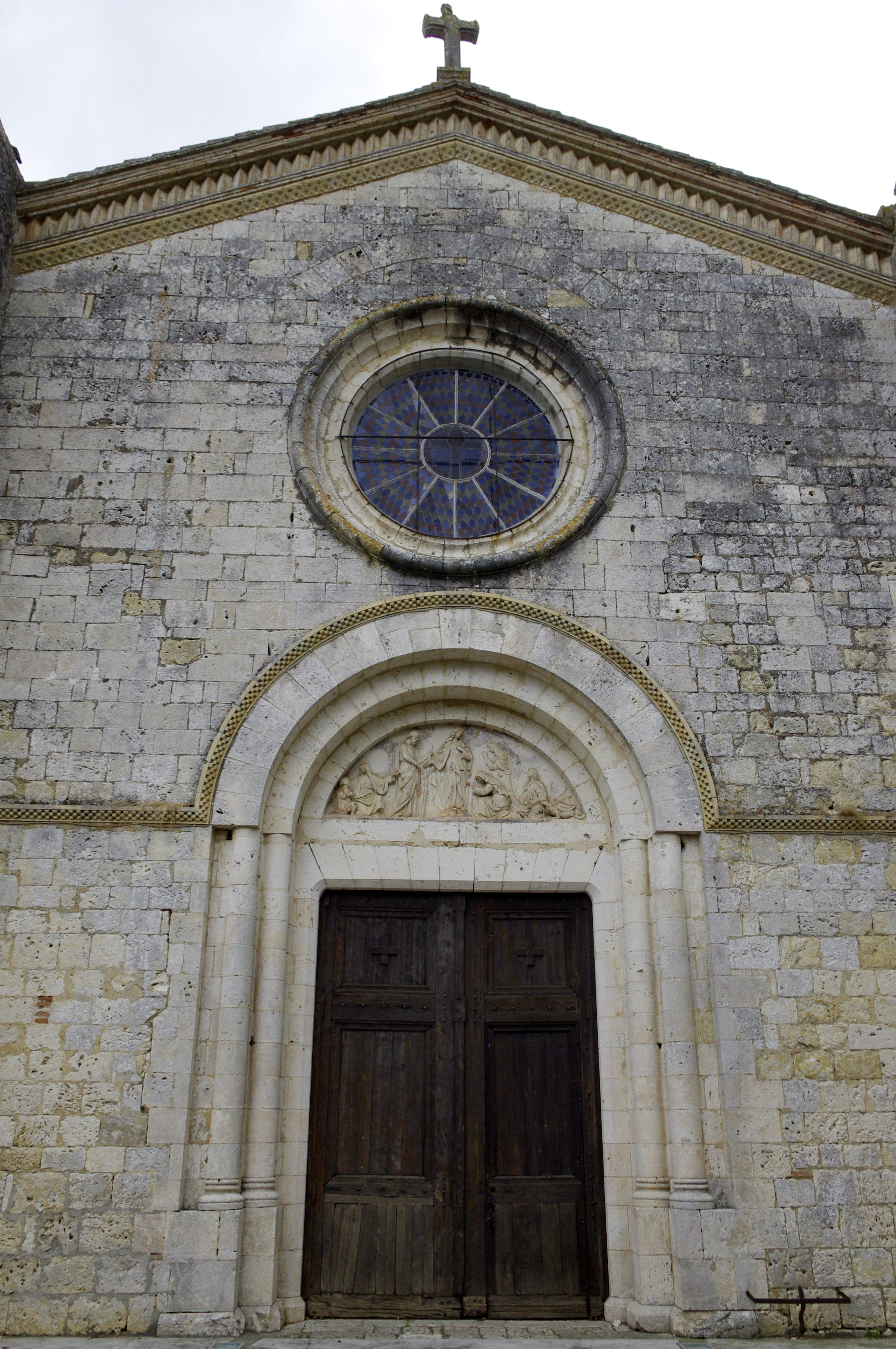
Le portail d'entrée et la rosace
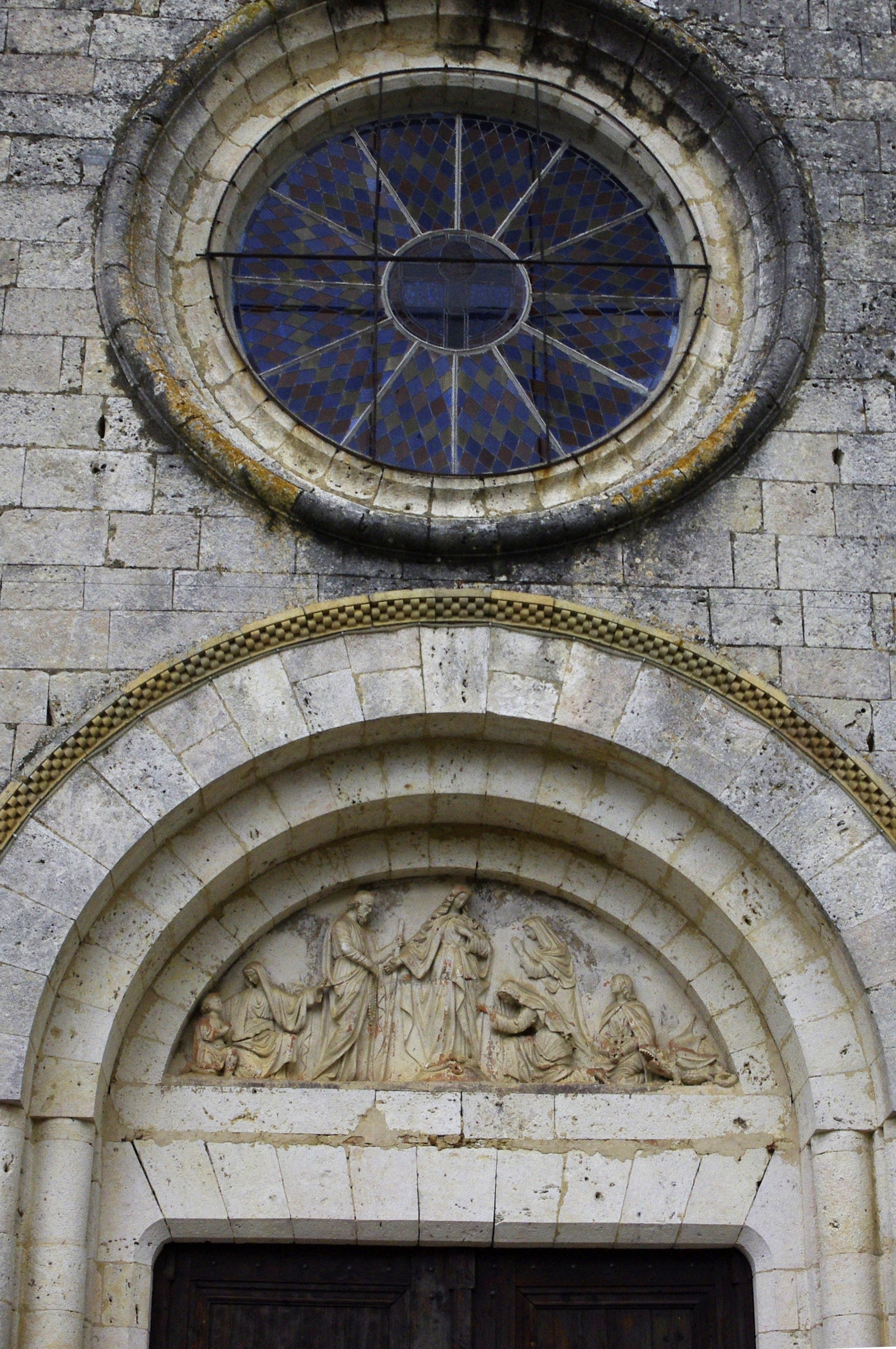
Le tympan et la rosace
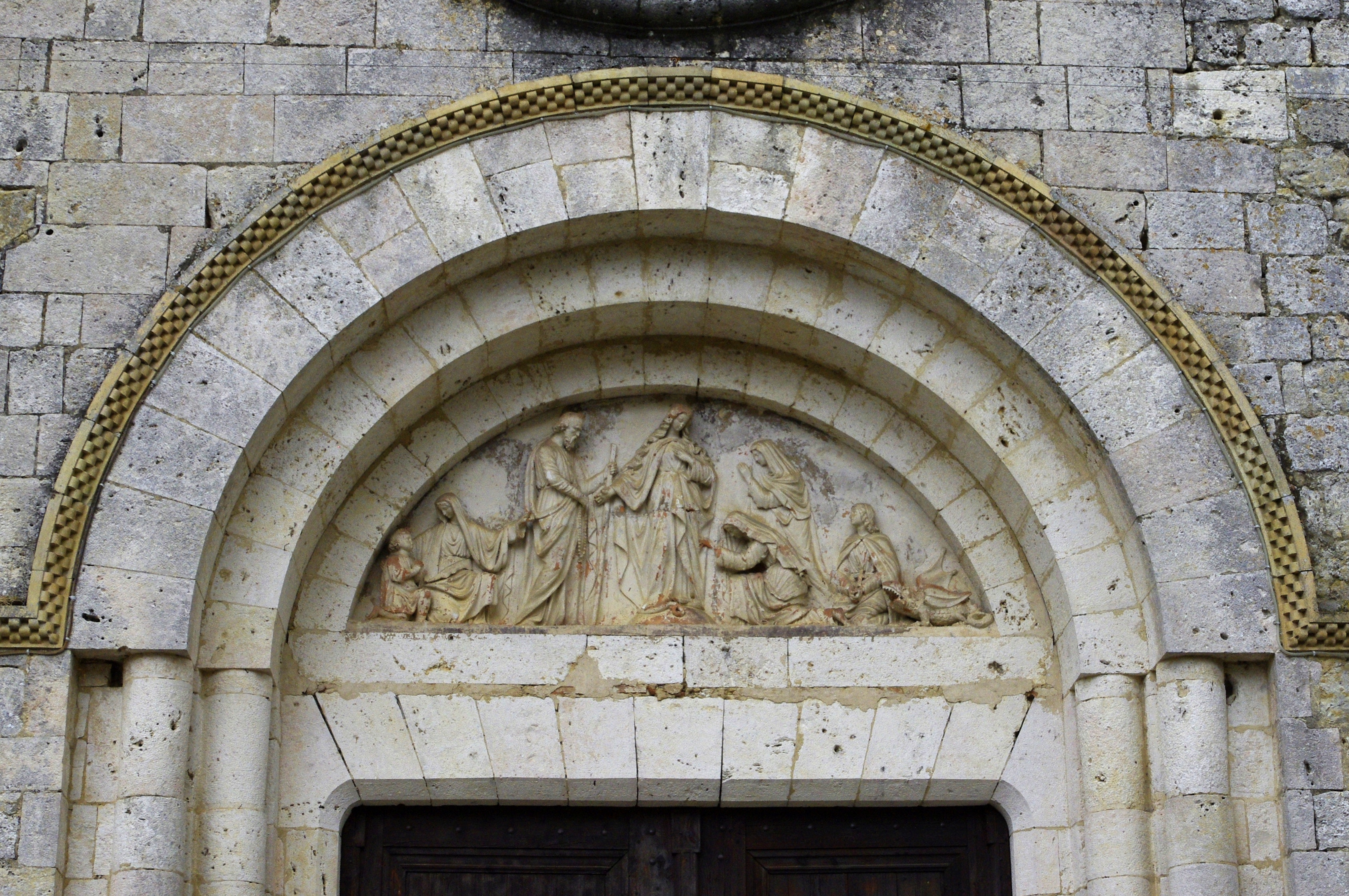
Sur le tympan est représentée l'Immaculée Conception avec de chaque côté, des femmes, un enfant et un homme tenant un chapelet (saint Joseph ?)
  - Le chevet
  - Le portail d'entrée et la rosace
  - Le tympan et la rosace
  - Sur le tympan est représentée l'Immaculée Conception avec de chaque côté, des femmes, un enfant et un homme tenant un chapelet (saint Joseph ?)

### Personnalités liées à la commune
- Pierre-Fleurus Thouéry (1802-1883) : pharmacien et scientifique né et mort à Solomiac ;
- Camille Catalan (1889-1951) : député sous la Troisième République, né à Solomiac.
- Eustache de Beaumarché

## Héraldique
| Blason à dessiner | Blason  | Tiercé en pairle renversé: au 1er d'azur à trois épis de blé, tigés, feuillés et empoignés d'or, au 2e de sinople à la tête et col de vache d'or mouvant du flanc senestre, le museau brochant en partie sur un veau naissant de face du même, au 3e d'argent à la halle du lieu au naturel. |
| Blason à dessiner | Détails | Adopté le 4 juin 2021. |